# Dům čp. 488 (Zbraslav)
Dům čp. 488 na Zbraslavi (Živnostensko - průmyslová škola, Zvonařství Manoušek) je dům v Praze-Zbraslavi v ulici U Národní galerie, hlavní průjezdní komunikaci, která je součástí historické zástavby obce. Je chráněn jako nemovitá kulturní památka České republiky.

## Historie
Dům v pozdně barokním slohu je poprvé zmiňován roku 1713, současná podoba pochází z přestavby v roce 1773. Roku 1835 v něm byla založena průmyslová škola, kde se vyučovalo česky. Tuto školu poté vystřídala obecní dvoutřídka.
V roce 1967 zde založil Ing. Rudolf Manoušek mladší zvonařskou dílnu, jejíž vedení převzal roku 1988 syn Petr Rudolf Manoušek. Povodeň v roce 2002 dílnu zcela zatopila a zvonařství ukončilo činnost. Po opravě domu zde bylo otevřeno soukromé muzeum zvonařství rodu Manoušků (otevřeno 19. září 2020).

## Popis
Přízemní dvoutraktová stavba je zastřešena mansardovou střechou. Uliční průčelí je o pěti osách, štítové je dvojosé. Okna lemují prosté šambrány. Dům je částečně podsklepen jedním prostorem s téměř půlkruhově valenou klenbou. V přízemí jsou dvě plochostropé místnosti řazené za sebou. Ze zadní místnosti vedou ocelové schody do podkroví. Podlahy jsou betonové, stropy železobetonové.
Prostor zvonařské dílny je částečně otevřen do krovu. Krov vaznicové soustavy je sestaven z ocelových I profilů. Podkroví se nachází nad bočními částmi, střed je otevřen do prostoru dílny.
Do areálu je vstup branou a brankou; neklenutá brána má postranní pilíře.